# Amphiprion latifasciatus
Amphiprion latifasciatus là một loài cá hề thuộc chi Amphiprion trong họ Cá thia. Loài này được mô tả lần đầu tiên vào năm 1972.

## Từ nguyên
Từ định danh được ghép bởi hai tính từ trong tiếng Latinh: latus ("rộng rãi") và fasciatus ("vệt sọc"), hàm ý đề cập đến kích thước của dải sọc trắng giữa thân ở loài cá này so với các loài họ hàng gần của nó.

## Phạm vi phân bố và môi trường sống
A. latifasciatus được biết đến tại Madagascar và Comoros. Loài này sinh sống gần các rạn san hô ngoài khơi và trong đầm phá ở độ sâu đến ít nhất là 12 m.
A. latifasciatus sống cộng sinh với một loài hải quỳ duy nhất là Stichodactyla mertensii.

## Mô tả
A. latifasciatus có chiều dài cơ thể tối đa được ghi nhận là 13 cm. Thân của A. latifasciatus gần như là màu đen với 2 dải sọc trắng nổi bật (sau mắt và giữa thân), trừ mõm, ngực, bụng và tất cả các vây là màu vàng da cam.
Vây đuôi xẻ thùy là đặc điểm giúp phân biệt A. latifasciatus với các loài có kiểu màu tương tự là Amphiprion allardi, Amphiprion bicinctus, Amphiprion chrysopterus và Amphiprion clarkii. Amphiprion omanensis cũng có vây đuôi xẻ thùy, nhưng vây bụng và vây hậu môn có màu đen.
Số gai ở vây lưng: 10–11; Số tia vây ở vây lưng: 15–16; Số gai ở vây hậu môn: 2; Số tia vây ở vây hậu môn: 12–14.

## Sinh thái học

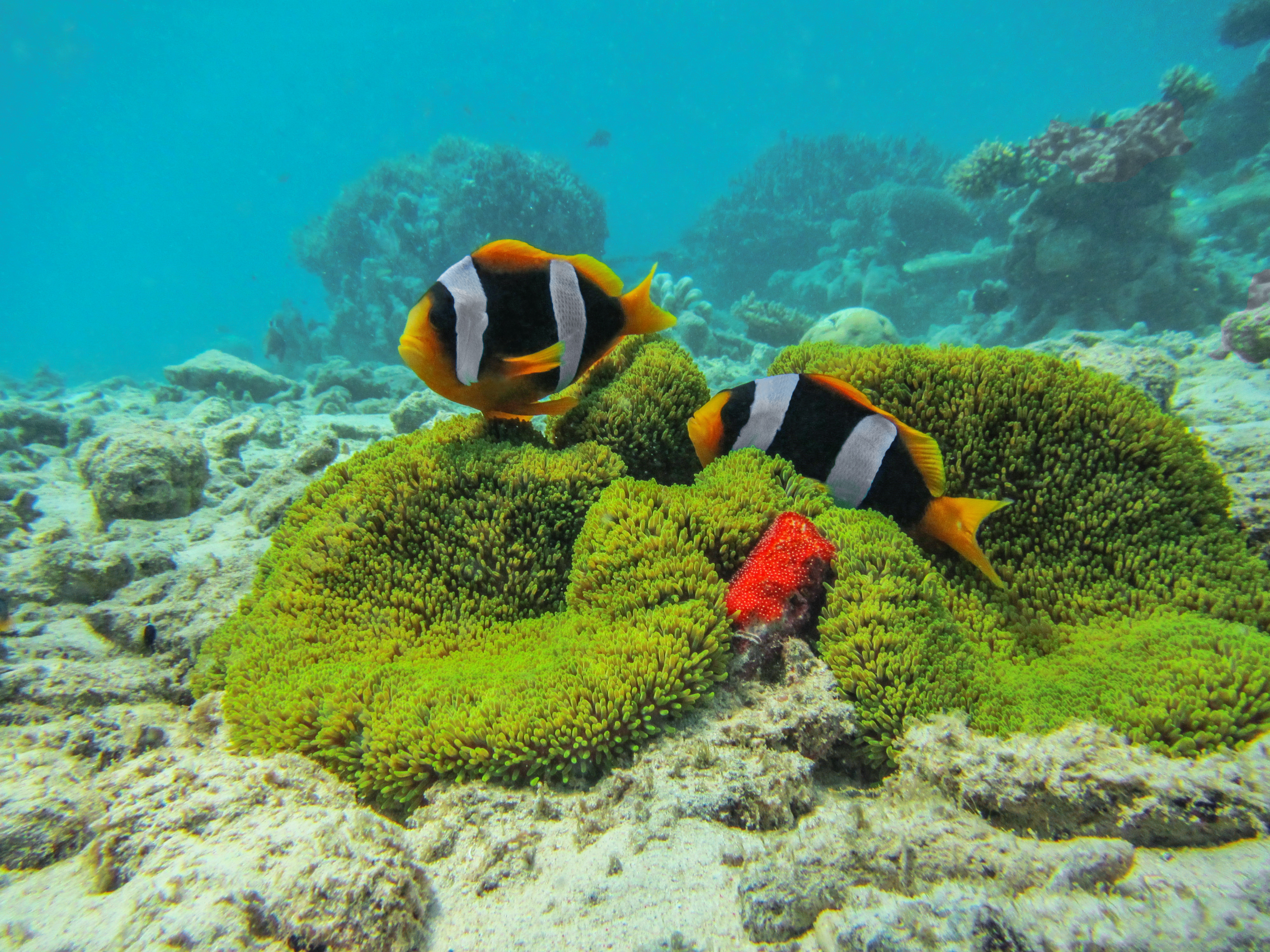
Một cặp A. latifasciatus

Cũng như những loài cá hề khác, A. latifasciatus là một loài lưỡng tính tiền nam (cá cái trưởng thành đều phải trải qua giai đoạn là cá đực) nên cá đực thường có kích thước nhỏ hơn cá cái. Một con cá cái sẽ sống thành nhóm cùng với một con đực lớn (đảm nhận chức năng sinh sản) và nhiều con non nhỏ hơn. Trứng được cá đực lớn bảo vệ và chăm sóc đến khi chúng nở.
Thức ăn của chúng có thể là động vật phù du và tảo.